# Código Johnson
Se denomina código Johnson (Johnson-Mobius) al código binario continuo y cíclico (al igual que el código Gray) cuya capacidad de codificación viene dada por 2n, siendo n el número de bits. Para codificar los dígitos decimales se necesitarán por lo tanto 5 bits:
| Equivalencia decimal | Código Johnson |
| -------------------- | -------------- |
| 0                    | 00000          |
| 1                    | 00001          |
| 2                    | 00011          |
| 3                    | 00111          |
| 4                    | 01111          |
| 5                    | 11111          |
| 6                    | 11110          |
| 7                    | 11100          |
| 8                    | 11000          |
| 9                    | 10000          |

La secuencia es sencilla, consiste en desplazar todos los bits uno a la izquierda y en el bit menos significativo se coloca el complementario del que estaba más a la izquierda. 
Dada la simplicidad del diseño de contadores que lleven el cómputo en este código, se utiliza en el control de sistemas digitales sencillos de alta velocidad. 
Proporciona una mayor protección contra errores aunque es menos eficiente en memoria que el código binario decimal.
- Datos: Q5796674